# Mo Ke
Dans ce nom, le nom de famille, Mo, précède le nom personnel.
Mo Ke, (en chinois : 莫科, en Hanyu pinyin : Mò Kē), né le 8 septembre 1982 à Changchun en Chine, est un joueur de basket-ball chinois, évoluant au poste de pivot.